# 毛里裘斯大學
毛里裘斯大學（英語：University of Mauritius）是印度洋島國毛里裘斯歷史最悠久的大學，同時也是以入學人數及課程數量計算該國最具規模的大學。這所公立大學的主校園位於莫卡區Réduit。1972年3月24日，英女皇伊莉莎伯二世在其丈夫愛丁堡公爵陪同下為毛里裘斯大學主持揭幕儀式。
大學原本只有三個書院，分別為農業、行政和工業科技書院，後來擴展至五個院系，包括農業、工程、法律及管理、科學和社會科學及人文等。此外又設有醫學研究及科學中心、遙距教育中心、資訊科技及系統中心和顧問中心。
毛里裘斯大學過年十數年經歷快速增長，並以入學人數每年增加百分之十的勢頭持續發展。課程也由證書／文憑課程逐漸升格為大學本科、教學碩士課程和研究生課程。

## 外部連結
- 毛里裘斯大學網站 （页面存档备份，存于）